# Orest Korčinski
Orest Korčinski (ukr. Орест Корчинський) je ukrajinski povjesničar i arheolog. rođen je 23 studenа 1952. u Ljvivu u Ukrajini. Godine 1970. završio je srednju školu a u 1977. diplomirao na povijesnom fakultetu Sveučilišta Ivan Franko u Ljvivu (Lavovu). Godne 1996. doktorirao je na temu Gradina Gornjeg Podnistrovlja od 9. do početka 14. stoljeća. Od 1977. do 1980. radio je kao znanstvenik na odjelu arheologije u lavovskome Povijesnom muzeju, a od 1980. do 1986. na odjelu arheologije Prikarpatja i Volinske Instituta za društvene znanosti Ukrajinske akademije znanosti. Ravnatelj je Gornjodnistrjanske arheološke ekspedicije Ukrajinske nacionalne akademije znanosti od 1987. godine. Tridesetak godina bavi se arheološkim i etnološkim istraživanjima materijalne i duhovne kulture karpatskih Hrvata. Autor je više od stotinu znanstvenih radova i sudionik više dva desetaka znanstvenih konferencija u Ukrajini i inozemstvu. Predavao je arheologiju srednjeg vijeka na sveučilištima u Poljskoj. Od 2001. godine predsjednik je Organizacije čuvanja i racionalnog iskorištavanja nacionalnog spomenika Stiljski Grad 8. – 10. st.

## Vanjske poveznice
- Croatia.org Darko Žubrinić: White Croats in Ukraine and their archaeological site Stiljsko near the city of Lviv (fotografija prof. Oresta Korčinskog)
- Croatica Christiana Periodica, Vol.54 listopad 2004. Orest Korčinskij: Kultna središta ljetopisnih Hrvata IX.-XIV. st. u okolici gradine Stiljsko u Ukrajini
- White Croats of Stilsko - Orest Korchynskii (2013) ukr.